# Caldermeade
Caldermeade är en del av en befolkad plats i Australien. Den ligger i kommunen Cardinia och delstaten Victoria, omkring 70 kilometer sydost om delstatshuvudstaden Melbourne. Antalet invånare är 241.
Närmaste större samhälle är Pakenham South, omkring 13 kilometer norr om Caldermeade. 
Trakten runt Caldermeade består till största delen av jordbruksmark. Runt Caldermeade är det glesbefolkat, med 14 invånare per kvadratkilometer. Genomsnittlig årsnederbörd är 1 332 millimeter. Den regnigaste månaden är juni, med i genomsnitt 166 mm nederbörd, och den torraste är januari, med 57 mm nederbörd.